# Indigena
Indigena ("Indigena. Przeszłość i Współczesność Tubylczych Kultur Amerykańskich") – naukowe czasopismo specjalistyczne wydawane od 2011 roku, rocznik. Do tej pory ukazało się pięć numerów tego periodyku.

## Tematyka
Poruszana na łamach czasopisma tematyka dotyczy ludności rdzennej Ameryki Północnej i Południowej (tzw. Indian).
Okresy historyczne związane z tematyką czasopisma to:
- Okres od początków pojawienia się ludzi na kontynencie amerykańskim do początku konkwisty.
- Dzieje konkwisty i historia stosunków między Europejczykami a autochtonicznymi mieszkańcami obu Ameryk w czasie walk o niepodległość.
- Okres kolonialny i sytuacja rdzennych mieszkańców w nowo powstałych państwach.
- XX wiek i czasy współczesne.

Regiony geograficzne związane z tematyk czasopisma to:
- Ameryka Północna i Karaiby
- Mezoameryka i Ameryka Środkowa
- Andy i zachodnie wybrzeże Ameryki Południowej
- Amazonia i obszar Ameryki Południowej położony na wschód od Andów